# 昆圖林斯峰 (法內斯山脈)

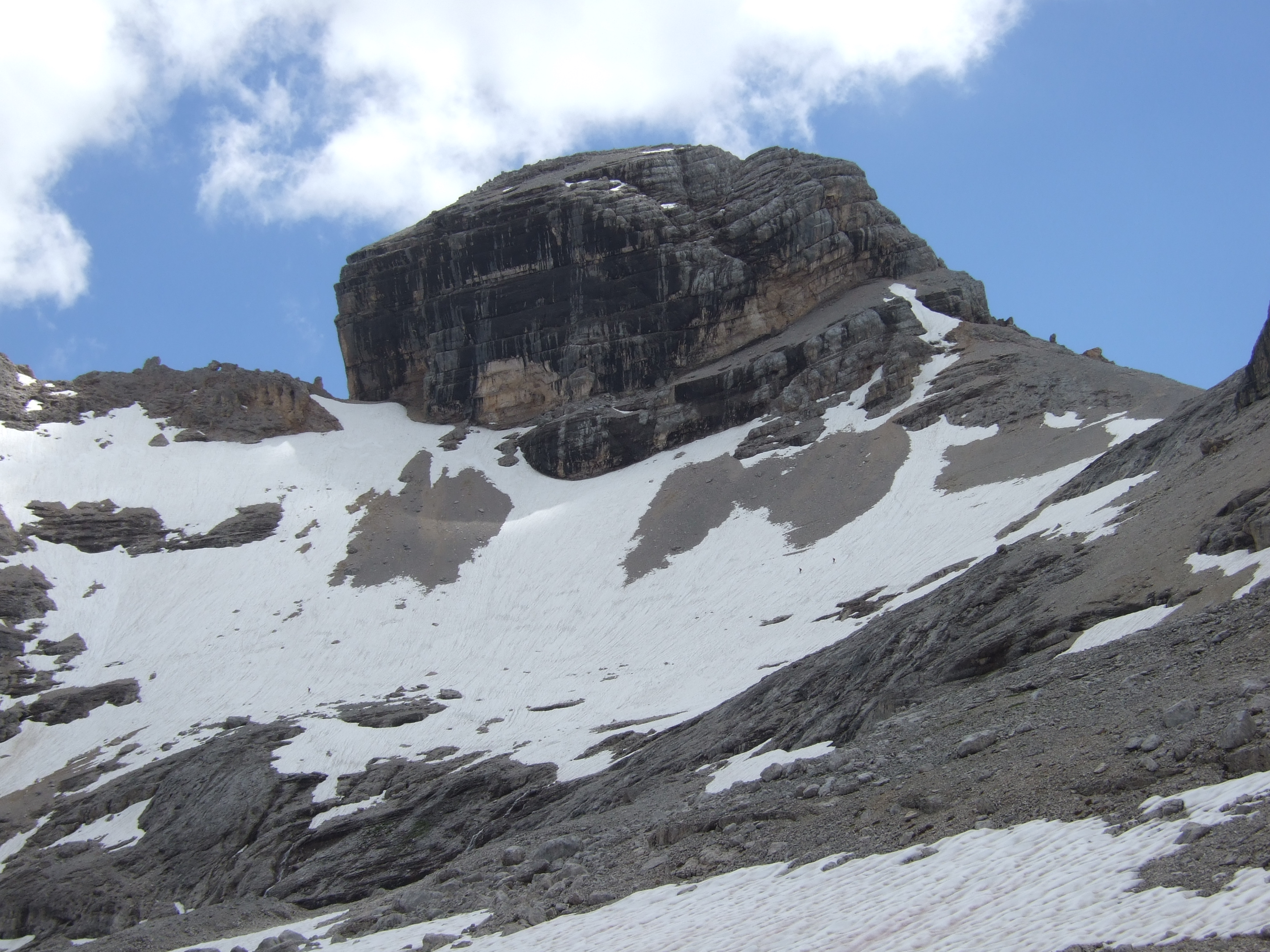

46°34′33″N 11°58′40″E / 46.57583°N 11.97778°E
昆圖林斯峰（義大利語：Piz Cunturines），是意大利的山峰，位於該國東北部，由博爾扎諾-南蒂羅爾自治省負責管轄，屬於法內斯山脈的一部分，海拔高度3,064米，人類在1880年8月4日首次登頂。